# Jeanne-d'Arc Charlebois
Pour les articles homonymes, voir Charlebois.
Jeanne-d'Arc Charlebois, dite aussi Jeanne Darbois, est une chanteuse, imitatrice et musicienne québécoise, née en 1920 à Verdun, au Québec, et morte le 16 septembre 2001 à Saratoga, dans l'État de New York.

## Biographie
Jeanne-d'Arc Charlebois a présenté, à l'été 1970, aux Folies Bergère à Paris, un numéro d'imitatrice de célèbres chanteurs ou chanteuses de l'époque, dont Mario Lanza.

## Vie privée
Jeanne-d'Arc Charlebois a été mariée au comédien québécois Olivier Guimond, union dont est notamment issu l’acteur franco-canadien Richard Darbois.

## Discographie
- Jeanne-d'Arc Charlebois et Jean Carignan rendent hommage a Madame Bolduc, avec Gilles Losier (1975)
- Jeanne-d'Arc Charlebois, dans la série Les grands folkloristes québécois. Disques Mérite. No. de catalogue 221352. Mars 2006
- Jeanne-d'Arc Charlebois, “J’en r’viens ben” de la guerre, disque Carnaval C-414 (1960)
- Jeanne-d'Arc Charlebois, Le pont des trois-rivières  et Le bon vieux temps étiquette Maple Leaf(Town and Country BMI) 1960 - ' Single ' 78 tours